# Atescatempa
Atescatempa è un comune del Guatemala facente parte del dipartimento di Jutiapa.